# Yang Jiechi
Yang Jiechi (idioma chino: 杨洁篪, Pinyin: Yáng Jiéchí; nacido en Shanghái en 1950) es un político y diplomático chino y  ocupó el cargo de Ministerio de Relaciones Exteriores de la República Popular China desde 2007 hasta el 2013.

## Biografía
Yang Jiechi nació en Shanghái el 22 de mayo de 1950. Estudió en la Universidad de Bath y se graduó en la London School of Economics and Political Science en Londres en 1975. 
De 1975 a 1983 ocupó distintos destinos en el Ministerio de Exteriores. En este año, y hasta 1987, fue Primer Secretario de la Embajada de China en Estados Unidos, para regresar después a su país e incorporarse de nuevo al Ministerio.
Tras ser destinado otra vez en la embajada, en 1998 fue nombrado Viceministro de Asuntos Exteriores, cargo que abandonó en 2000 para ser embajador extraordinario y plenipotenciario en Washington D. C. durante cinco años. Al regreso, volvió a ocupar la cartera de Viceministro encargado de los asuntos con América Latina, Hong Kong, Macao y Taiwán, hasta que en abril de 2007 fue nombrado Ministro de Asuntos Exteriores en sustitución de Li Zhaoxing. Es miembro del Comité Central del Partido Comunista de China.

## Cumbre de Alaska
En marzo de 2021, Yang encabezó la delegación china para un diálogo estratégico con Estados Unidos en Alaska. El equipo estadounidense estuvo encabezado por el secretario de Estado Antony Blinken, en la primera interacción con China durante la Administración Biden. En la sesión de apertura en presencia de los medios de comunicación, después de los comentarios de apertura de 2 minutos de Blinken, Yang respondió con un discurso inesperado de 16 minutos. Dijo que era necesario por el "tono" de la delegación de los Estados Unidos. Él arengó a Estados Unidos por su historial de derechos humanos, lo llamó un "campeón mundial de los ataques cibernéticos" y declaró que "muchas personas dentro de los Estados Unidos en realidad tienen poca confianza en la democracia de los Estados Unidos".
```
Entonces, para China, era necesario que dejáramos clara nuestra posición. Entonces déjeme decir aquí que, frente a la parte china, Estados Unidos no tiene la calificación para decir que quiere hablar con China desde una posición de fuerza. " 
[
2
]
```

Estos comentarios se volvieron virales en China y Yang fue elogiado por su franqueza.  El Washington Post dijo que la Administración Biden había probado la diplomacia del "guerrero lobo" de China.